# Liste von militärischen Divisionen nach Nummern
Die Liste von militärischen Divisionen nach Nummern bietet einen Überblick zu Inhalten, die in entsprechenden Artikeln auffindbar sind. Dort finden sich teils auch weitergehende Zuordnungen aus angloamerikanischen Bezeichnungen wie  1st Division ... , 2nd Division ... , 3rd Division ... , oder Einheiten, deren Ordnungszahl in der Benennung an anderer Stelle in der Bezeichnung enthalten ist (schweizerische Einheiten) etc. Beispiele solcher Variationen finden sich im Artikel 1. Division (Militär). Andere Inhalte zu Divisionen nach Nummern finden sich auf Begriffsklärungsseiten, für die Beispielhaft die Seite 1. Division steht.

## Listen ab 1
- 1. Division (Militär)
- 10. Division
- 10. Panzerdivision
- 100. Division
- 101. Division
- 102. Division
- 103. Division
- 104. Division
- 105. Division
- 106. Division
- 107. Division
- 108. Division
- 109. Division
- 11. Division
- 11. Panzerdivision
- 110. Division
- 111. Division
- 112. Division
- 113. Division
- 114. Division
- 115. Division
- 116. Division
- 117. Division
- 118. Division
- 119. Division
- 12. Division
- 12. Panzerdivision
- 120. Division
- 121. Division
- 122. Division
- 123. Division
- 124. Division
- 125. Division
- 126. Division
- 127. Division
- 128. Division
- 129. Division
- 13. Division
- 130. Division
- 131. Division
- 132. Division
- 133. Division
- 134. Division
- 135. Division
- 136. Division
- 137. Division
- 138. Division
- 139. Division
- 14. Division
- 140. Division
- 141. Division
- 142. Division
- 143. Division
- 144. Division
- 145. Division
- 147. Division
- 148. Division
- 149. Division
- 15. Division
- 150. Division
- 151. Division
- 152. Division
- 153. Division
- 154. Division
- 155. Division
- 156. Division
- 157. Division
- 158. Division
- 159. Division
- 16. Division
- 160. Division
- 161. Division
- 162. Division
- 163. Division
- 164. Division
- 166. Division
- 167. Division
- 168. Division
- 169. Division
- 17. Division
- 170. Division
- 171. Division
- 18. Division
- 180. Division
- 181. Division
- 183. Division
- 184. Division
- 185. Division
- 187. Division
- 188. Division
- 19. Division
- 192. Division
- 193. Division
- 195. Division
- 196. Division
- 197. Division
- 198. Division
- 199. Division

## Listen ab 2
- 2. Division (Militär)
- 20. Division
- 200. Division
- 201. Division
- 202. Division
- 203. Division
- 204. Division
- 205. Division
- 206. Division
- 207. Division
- 208. Division
- 209. Division
- 21. Division
- 210. Division
- 211. Division
- 212. Division
- 213. Division
- 214. Division
- 215. Division
- 216. Division
- 217. Division
- 218. Division
- 219. Division
- 22. Division
- 220. Division
- 221. Division
- 224. Division
- 229. Division
- 23. Division
- 233. Division
- 235. Division
- 238. Division
- 24. Division
- 245. Division
- 25. Division
- 26. Division
- 27. Division
- 272. Division
- 275. Division
- 279. Division
- 28. Division
- 29. Division

## Listen ab 3
- 3. Division
- 3. Panzerdivision
- 30. Division
- 304. Division
- 31. Division
- 319. Division
- 32. Division
- 322. Division
- 33. Division
- 337. Division
- 34. Division
- 35. Division
- 36. Division
- 37. Division
- 38. Division
- 39. Division

## Listen ab 4
- 4. Division
- 4. Panzerdivision
- 40. Division
- 41. Division
- 42. Division
- 43. Division
- 44. Division
- 45. Division
- 46. Division
- 47. Division
- 48. Division
- 49. Division

## Listen ab 5
- 5. Division
- 5. Panzerdivision
- 50. Division
- 51. Division
- 52. Division
- 53. Division
- 54. Division
- 55. Division
- 56. Division
- 57. Division
- 58. Division
- 59. Division

## Listen ab 6
- 6. Division
- 6. Panzerdivision
- 60. Division
- 61. Division
- 62. Division
- 63. Division
- 64. Division
- 65. Division
- 66. Division
- 67. Division
- 68. Division
- 69. Division

## Listen ab 7
- 7. Division
- 7. Panzerdivision
- 70. Division
- 71. Division
- 72. Division
- 73. Division
- 74. Division
- 75. Division
- 76. Division
- 77. Division
- 78. Division
- 79. Division

## Listen ab 8
- 8. Division
- 8. Panzerdivision
- 80. Division
- 81. Division
- 82. Division
- 83. Division
- 84. Division
- 85. Division
- 86. Division
- 87. Division
- 88. Division
- 89. Division

## Listen ab 9
- 9. Division
- 9. Panzerdivision
- 90. Division
- 91. Division
- 92. Division
- 93. Division
- 94. Division
- 95. Division
- 96. Division
- 97. Division
- 98. Division
- 99. Division